# Draft Day
Draft Day es una película estadounidense de 2014, dirigida por Ivan Reitman y protagonizada por Kevin Costner.

## Argumento
En la mañana del Draft de la NFL de 2014, el gerente general de los Cleveland Browns, Sonny Weaver Jr., debe decidir cómo usar la séptima selección general para mejorar el equipo, pero tiene otros problemas en mente. Su novia semisecreta, Ali Parker, la analista de la masa salarial del equipo, está embarazada, y la reciente muerte del padre de Sonny provoca tensión con su madre. Sonny había despedido a su padre, un legendario entrenador de los Browns, que más tarde admite que fue por el bien de su madre porque su padre se negó a retirarse incluso con problemas de salud.
Los Seattle Seahawks tienen la primera selección general del draft y el gerente general Tom Michaels se ofrece a cambiársela a Sonny; esto permitiría a los Browns reclutar al prospecto mariscal de campo de Wisconsin altamente calificado, Bo Callahan. Sonny inicialmente se niega, pero bajo las órdenes del propietario del equipo, Anthony Molina, de "hacer un chapoteo", hace el trato de mala gana, intercambiando las selecciones de primera ronda del draft de los Browns para la temporada actual y los próximos dos años. La oportunidad inesperada de obtener a Callahan entusiasma a los fanáticos de los Browns, pero divide a la directiva y a los jugadores del equipo.
El intercambio se hace público después de un tuit del apoyador de Ohio State, Vontae Mack, quien había sido la elección original de Sonny como primera selección. Vontae le dice a Sonny que vuelva a ver las imágenes de la universidad de él y Callahan jugando uno contra el otro, con Mack en la cima. Sonny comienza a tener dudas sobre la capacidad de Callahan bajo presión, y las investigaciones de los Brown también cuestionan el carácter de Callahan.
Cuando el draft comienza esa noche, Sonny se angustia por la elección antes de seleccionar a Vontae Mack en el número uno. El anuncio de la selección de Roger Goodell sorprende al resto de la liga e interrumpe muchos de sus planes para sus propias selecciones. Molina está furioso y vuela de regreso a Cleveland, con la intención de despedir a Sonny. El entrenador en jefe Vince Penn también está indignado y amenaza con renunciar.
Se difunden rumores sobre Callahan mientras otros equipos evitan seleccionarlo. Sin embargo, los Seahawks todavía están en la contienda por elegir a Callahan con la séptima selección, y Sonny siente una oportunidad. Convence al gerente general novato de los Jacksonville Jaguars para que le intercambie su selección a las seis a cambio de las selecciones de segunda ronda del draft de los Browns para esa temporada y los próximos dos años. Sonny luego llama a Michaels; a cambio de pasar a Callahan, Sonny exige que le devuelvan sus selecciones de primera ronda, junto con el devolvedor de despejes David Putney. Después de tensas negociaciones, los Seahawks sellan el trato y eligen a Callahan en la sexta selección. Con su séptima selección ahora restaurada, Sonny apacigua a Penn y Molina al seleccionar al habilidoso corredor Ray Jennings de Florida State, él mismo hijo de un exjugador de los Browns.
Molina y su equipo celebran un destacado draft de los Browns. Después de la fiesta del draft, Sonny se reconcilia con su madre por su excelente desempeño en el draft y su futuro primer nieto.

## Reparto
- Kevin Costner como Sonny Weaver Jr.
- Jennifer Garner como Ali.
- Chadwick Boseman como Vontae Mack.
- Patrick St. Esprit como Tom Michaels.
- Chi McBride como Walt Gordon.
- Chris Berman como Chris Berman.
- Mel Kiper como Mel Kiper.
- Frank Langella como Anthony Molina.
- Denis Leary como Coach Penn.
- Josh Pence como Bo Callahan.
- Sean Combs como Chris Crawford.
- Tom Welling como Brian Drew.
- Terry Crews como Earl Jennings.
- Arian Foster como Ray Jennings.
- Griffin Newman como el interno Rick.
- Ellen Burstyn como Barb Weaver.
- Dave Donaldson como Danny.

- Datos: Q15985322